# Wang Man-li
Wang Man-li (čínsky pchin-jinem Wáng Mànlì, znaky 王曼丽; * 17. března 1973 Mu-tan-ťiang) je bývalá čínská rychlobruslařka.
V mezinárodních závodech se poprvé objevila v roce 1993, první medaili získala na Asijských zimních hrách 1999, kde skončila třetí v závodě na 500 m. Startovala na Světovém poháru, na mistrovstvích světa i na olympijských hrách, Světového poháru se pravidelněji účastnila až po roce 2000, v celkovém hodnocení na trati 500 m skončila např. pátá v sezóně 2002/2003. V této sezóně též získala další dvě medaile z Asijských zimních her a vybojovala stříbro na světovém šampionátu na jednotlivých tratích. V následujících letech dvakrát vyhrála Světový pohár v závodech na 500 m, získala další medaile (včetně zlatých) a pravidelně se umísťovala na předních příčkách závodů na 100, 500 i 1000 m. Svoji závodní kariéru završila v roce 2006 ziskem stříbrných medailí z mistrovství světa ve sprintu a ze závodu na 500 m na zimních olympijských hrách. V říjnu 2006 se ještě objevila na startu jednoho čínského závodu.